# Jürgen Weintz
Jürgen Weintz (* 1955) ist ein deutscher Erziehungswissenschaftler, Theaterpädagoge, Kulturmanager und Coach (DGfC). Er war langjähriger Geschäftsführer der Akademie Off-Theater nrw und lehrt heute als Professor für Kulturarbeit sowie Kulturmanagement an der Hochschule Niederrhein.

## Leben
Jürgen Weintz studierte von 1974 bis 1980 Germanistik, Geschichte, Philosophie und Erziehungswissenschaften an der Universität Düsseldorf und ab 1982 Fernseh-, Film- und Theaterwissenschaft an der Universität zu Köln. Nach der Referendarzeit am Düsseldorfer Humboldt-Gymnasium und einer Tätigkeit als wissenschaftlicher Mitarbeiter an der Universität Düsseldorf schlossen sich ab 1984 ein Studium der Theaterwissenschaft an der FU Berlin sowie der Theaterpädagogik an der Hochschule der Künste Berlin an.
Seit 1986 war er acht Jahre als Regisseur und Produktionsleiter an verschiedenen freien Theatern und in Kooperation mit dem Düsseldorfer Schauspielhaus tätig sowie als Theaterpädagoge und Kommunikationstrainer in den Bereichen Hochschule, Lehrerfortbildung und Erwachsenenbildung. Im Jahr 1986 begann Jürgen Weintz eine langjährige Zusammenarbeit mit dem brasilianischen Theaterpädagogen Augusto Boal, die bis zu dessen Tod im Jahr 2009 währte.
Im Jahr 1993 war Jürgen Weintz Mitbegründer der Akademie Off-Theater nrw , deren pädagogischer Leiter und Geschäftsführer er bis zum Jahr 2009 war. 1997 erfolgte seine Promotion zum Dr. phil. bei Hans-Wolfgang Nickel und Peter Simhandl an der Hochschule der Künste Berlin. Seine Promotionsschrift trug den Titel: "Ästhetische und psychosoziale Erfahrung durch Rollenarbeit".
1999 gründete er die Agentur für Unternehmenstheater „eventkom“ und wirkte von 1999 bis zum Jahr 2009 als Theaterdozent an der Universität Düsseldorf. Seit 2009 hat Jürgen Weintz eine Professur für Theater-/Kulturarbeit sowie Kulturmanagement an der Hochschule Niederrhein inne. Seine Schwerpunkte in Forschung und Lehre sind Ästhetik der Darstellenden Künste, Theorie und Praxis der Theaterpädagogik, Besucher-/Nichtbesucherforschung, Kulturmarketing sowie Kulturmanagement mit den Schwerpunkten Führung und Personal. Jürgen Weintz ist außerdem tätig als Berater für Marketing-/Managementthemen sowie als systemischer Coach und Lehr-Coach (DGfC).

## Veröffentlichungen (Auswahl)
- Cultural Leadership. Führung im Theaterbetrieb. 422 S. Wiesbaden 2020: Springer VS, ISBN 978-3658317300
- Kulturbesucher und Nicht-Besucher. Prägungen, Interessen, Barrieren und Anreizfaktoren. Eine quantitative Untersuchung im Raum Mönchengladbach, in: KM-Magazin 111, Weimar, S. 43–47 (2016)
- Theaterpädagogik und Schauspielkunst, Ästhetische und psychosoziale Erfahrung durch Rollenarbeit, 4. Aufl., Milow 2008, ISBN 978-3-937895-64-2.
- Die neuen Theatermethoden Augusto Boals in der Hochschullehre, in: Theater in der Lehre, Verfahren, Konzepte, Vorschläge, hrsg. von B. Wildt, I. Hentschel und J. Wildt, Münster 2008, S. 191–199, ISBN 978-3-8258-1272-0
- A.Boal: Der Regenbogen der Wünsche, Methoden aus Theater und Therapie, hrsg. von Jürgen Weintz und Bernd Ruping, Milow (2006) ISBN 3-937895-18-3
- Alte und neue Theatermethoden Augusto Boals, in: Theater macht Politik, hrsg. von S.Odierna und F.Letsch, Frankfurt/M. 2006, S. 47–40 ISBN 3-930830-38-8.
- Kunstgriffe – Zum Spannungsverhältnis von Kunst- und Lebensbezug in der theaterpädagogischen Praxis im Sozial- und Unternehmensbereich, in: U.Hentschel/H.M.Ritter, Entwicklungen und Perspektiven der Spiel- und Theaterpädagogik, Milow 2003, S. 144–152, ISBN 3-933978-83-1